# لطف‌الله هنرفر
لطف‌الله هنرفر (۱۲۹۸، اصفهان – ۹ آذر ۱۳۸۵، اصفهان) تاریخ‌دان، اصفهان‌شناس، باستان‌شناس، نویسنده، محقّق و استاد دانشگاه ایرانی بود.

## زندگی  و فعالیت
لطف الله هنرفر در ۱۲۹۸ در اصفهان به دنیا آمد و تحصیلات ابتدایی و متوسطه را در زادگاه خود گذراند و در ۱۳۱۶ به دریافت دیپلم دورۀ اوّل دانش‌سرای مقدّماتی اصفهان و در ۱۳۲۰ به دریافت لیسانس تاریخ و جغرافیا از دانش‌سرای عالی تهران نایل شد.
وی از سال ۱۳۳۱ تا ۱۳۳۹، ریاست ادارۀ باستان‌شناسی اصفهان را به عهده داشت. در سال ۱۳۴۱ از دانشگاه تهران دکترای تاریخ گرفت و پس از آن در دانشگاه اصفهان به تدریس تاریخ ایران پرداخت.
دکتر هنرفر عضو اتحادیۀ جهانی ایران‌شناسان و عضو انجمن آثار ملّی و شورای حفاظت آثار تاریخی اصفهان بود و از او مقالات متعددی در مجله‌های گوناگون کشور دربارۀ آثار تاریخی اصفهان، به زبان‌های فارسی و انگلیسی به چاپ رسیده‌است.

## آثار
اثر مهم وی گنجینۀ آثار تاریخی اصفهان صورت کاملی از کلیۀ آثار تاریخی شهر و پیرامون اصفهان را با شرح مفصّلی ارائه می دهد و جامع‌ترین کتابی است که دربارۀ ابنیۀ تاریخی اصفهان به رشتۀ تحریر درآمده‌است. اثر دیگر او آشنایی با شهر تاریخی اصفهان می‌باشد.

## درگذشت
هنرفر در ۹ آذر ۱۳۸۵ درگذشت و در قطعۀ نام‌آوران باغ رضوان اصفهان به خاک سپرده شد.